# Strażnica WOP Cedynia
Strażnica Wojsk Ochrony Pogranicza Cedynia – zlikwidowany pododdział Wojsk Ochrony Pogranicza pełniący służbę graniczą na granicy z Niemiecką Republiką Demokratyczną/Republiką Federalną Niemiec.
Strażnica Straży Granicznej w Cedyni – zlikwidowana graniczna jednostka organizacyjna Straży Granicznej realizująca zadania bezpośrednio w ochronie granicy państwowej z Republiką Federalną Niemiec.

## Formowanie i zmiany organizacyjne
Strażnica została sformowana w 1945 w strukturze 12 komendy odcinka Chojna jako 56 strażnica WOP o stanie 56 żołnierzy. Kierownictwo strażnicy stanowili: komendant] strażnicy, zastępca komendanta do spraw polityczno-wychowawczych i zastępca do spraw zwiadu. Strażnica składała się z dwóch drużyn strzeleckich, drużyny fizylierów, drużyny łączności i gospodarczej. Etat przewidywał także instruktora do tresury psów służbowych oraz instruktora sanitarnego.
W 1947 strażnica została przeformowana na strażnicę I kategorii o stanie 55 wojskowych.
W związku z reorganizacją oddziałów WOP, 24 kwietnia 1948 54 strażnica OP Cedynia została włączona w struktury 40 batalionu Ochrony Pogranicza, a 1 stycznia 1951 122 batalionu WOP w Chojnie.
Od 15 marca 1954 wprowadzono nową numerację strażnic, a cedyńska strażnica otrzymała nr 54 w skali kraju. W czasie kolejnej reorganizacji strażnica została przekazana 121 batalionowi WOP. 
W 1956 rozpoczęto numerowanie strażnic na poziomie brygady , a w marcu 1956 54 strażnica WOP Cedynia powróciła do 122 batalionu Chojna i została przeformowania na 1 strażnicę WOP Cedynia kategorii II. Po reorganizacji 122 batalionu WOP Chojna w 1958, strażnica Cedynia posiadała numer 5.
1 stycznia 1960, 25 strażnica WOP Cedynia IV kategorii była w strukturach 122 batalionu WOP Chojna . Rozkazem organizacyjnym dowódcy WOP nr 0148 z 2.09.1963 przeformowano strażnicę lądową kategorii IV Cedynia na 17 strażnicę WOP rzeczną kategorii I. Lata 60., w skład obsady strażnic włączono załogi jednostek pływających, a wiec sterników i motorzystów, którzy tym samym wzmocnili kadrę techniczną. 1 stycznia 1964, 17 strażnica WOP Cedynia rzeczna I kategorii była w strukturach ww. batalionu w Chojnie.
Od stycznia 1968 strażnica w Cedyni podlegała bezpośrednio dowódcy 9 Pomorskiej Brygady WOP.
W kwietniu 1976 Wojska Ochrony Pogranicza przeszły na dwuszczeblowy system zarządzania. Strażnica WOP Czelin podporządkowana została bezpośrednio pod sztab 12 Pomorskiej Brygady WOP w Szczecinie, a w drugiej połowie 1984 utworzono batalion graniczny Pomorskiej Brygady WOP w Chojnie i w jego strukturach funkcjonowała Strażnica WOP Lądowa rozwinięta w Cedyni. 1 listopada 1989 rozformowano batalion graniczny Pomorskiej Brygady WOP w Chojnie i strażnicę podporządkowano bezpośrednio dowódcy Pomorskiej Brygady WOP w Szczecinie, już jako Strażnica WOP Lądowa kadrowa w Cedyni. Tak funkcjonowała do 15 maja 1991. Żołnierze służby zasadniczej WOP z ostatnich poborów nadal pełnili służbę w strażnicy.
Straż Graniczna:
16 maja 1991 ochronę granicy państwowej przejęła nowo sformowana Straż Graniczna. Strażnica w Cedyni została włączona w struktury Pomorskiego Oddziału Straży Granicznej w Szczecinie i przyjęła nazwę Strażnica Straży Granicznej w Cedyni (Strażnica SG w Cedyni).
W 2000 począwszy od Komendy Głównej SG, Oddziałów SG i na końcu strażnic SG oraz GPK SG, rozpoczęła się reorganizacja struktur Straży Granicznej związana z przygotowaniem Polski do wstąpienia, do Unii Europejskiej i przystąpieniem do Traktatu z Schengen. Podczas restrukturyzacji wprowadzono kompleksową ochronę granicy już na najniższym szczeblu organizacyjnym tj. strażnica i graniczna placówka kontrolna. Wprowadzona całościowa ochrona granicy zniosła podział na graniczne jednostki organizacyjne ochraniające tylko tzw. „zieloną granicę” i prowadzące tylko kontrole ruchu granicznego. W wyniku tego, 2 stycznia 2003, nastąpiło zniesie strażnicy SG w Cedyni. Ochraniany przez strażnicę odcinek granicy państwowej, wraz z obiektami i obsadą etatową przejęła Graniczna Placówka Kontrolna Straży Granicznej w Osinowie Dolnym.

## Ochrona granicy
Początkowo strażnica Cedynia ochraniała odcinek granicy państwowej wzdłuż Odry od Osinowa Dolnego (wyłącznie) do Bielinka. Linię zaporową wytyczono od folwarku przez Lubiechów Górny do leśnictwa Trzypole. Strażnica wystawiła też placówkę w Bielinku, którą w 1947 przekazała do 57 strażnicy WOP.
W 1960, 9 strażnica WOP III kategorii ochraniała odcinek granicy państwowej o długości 11300 m:
- Włącznie od znaku granicznego nr 631, wyłącznie do znaku gran. nr 649.

W latach 80. Strażnica WOP Cedynia w miejscowości Siekierki, w rejonie mostu kolejowego (obecnie ścieżka rowerowa) miała swoją placówkę, która wystawiała stały posterunek graniczny Pg na moście – znak graniczny nr 619.
Straż Graniczna:
1 marca 1993 na odcinku strażnicy została utworzona Graniczna Placówka Kontrolna Straży Granicznej w Osinowie Dolnym, której załoga wykonywała kontrolę graniczną osób, towarów i środków transportu w przejściach granicznych:
- Osinów Dolny-Hohenwutzen (drogowe)
- Osinów Dolny-Hohensaaten (rzeczne).

## Wydarzenia
- 1968 – Stocznia Marynarki Wojennej przekazała dla WOP pierwszą partię kutrów rozpoznawczych, które skierowano do służby rzecznej na odrzańskim odcinku granicy zachodniej Pomorskiej Brygady WOP (W latach następnych zaopatrzono w nie pozostałe strażnice rzeczne)[21].
- 1976 – wycofano z granicy rowery, zastępując je motocyklami małolitrażowymi; WSK-175 dla kadry i WSK-125 dla żołnierzy służby zasadniczej (5–13 motocykli w zależności od obsady i na jakiej granicy). Wyposażone w łączność radiową motocykle stały się podstawowym środkiem transportu w służbie patrolowej i rozpoznawczej[22].
- 13 grudnia 1981–22 lipca 1983 – (stan wojenny w Polsce), normę służby granicznej dla żołnierzy podwyższono z 8 do 12 godzin na dobę. Patrole wysyłane w teren zostały wzmocnione. Wyeliminowano służby składające się z jednego żołnierza. Ścisłą kontrolą objęto całą strefę nadgraniczną, sięgając niekiedy głębiej. Niektóre szlaki turystyczne zostały zamknięte, a ruch w strefie nadgranicznej został znacznie ograniczony. W stan gotowości były postawione wszystkie pododdziały odwodowe. Wzmocniono kontrolę ruchu jednostek pływających[23].

## Strażnice sąsiednie
- 55 strażnica WOP Rudnica ⇔ 57 strażnica WOP Piasek – 1946[3]
- 55 strażnica OP Stara Rudnica ⇔ 57 strażnica OP Piasek – 1949
- 53 strażnica WOP Kostrzynek III kat. ⇔ 55 strażnica WOP Piasek III kat. – 15.04.1954[9]
- 25 strażnica WOP Kostrzynek II kat. ⇔ 2 strażnica WOP Piasek II kat. – 1956[10]
- 4 strażnica WOP Kostrzynek ⇔ 6 strażnica WOP Piasek – 1958[12]
- 26 strażnica WOP Kostrzynek IV kat. ⇔ 24 strażnica WOP Piasek III kat. – 1.01.1960[13]
- 18 strażnica WOP Kostrzynek rzeczna I kat. ⇔ 16 strażnica WOP Piasek rzeczna I kat. – 1.01.1964[14]
- Strażnica WOP Lądowa kadrowa Czelin ⇔ Strażnica WOP Lądowa kadrowa w Chojnie – 1.11.1989[h]

Straż Graniczna:
- Strażnica SG w Czelinie ⇔ Strażnica SG w Chojnie – 16.05.1991[16].

## Komendanci/dowódcy strażnicy
- ppor. Antoni Biaduń (10.1945–09.1946)[24]
- por. Witold Samujło (09.1946–01.1947)[24]
- por. Henryk Suszek (07.1947–04.1950)[24]
- ppor. Ryszard Machalski (05.1950–05.1951)[24]
- chor. Edward Maniawski (05.1951–02.1953)[24]
- chor./ppor. Lech Żelazny (1.03.1953[25]–08.1961)[24]
- kpt. Eustachy Wołoszyn (08.1961–12.1966)[24]
- kpt. Józef Fit (12.1966–10.1976)
- st. chor. sztab. Czesław Marzantowicz p.o. (10.1976–04.1986)[24]
- por. Krzysztof Szaniec (04.1986–1.04.1991[i])[24]

Komendanci strażnicy SG:
- Krzysztof Szaniec (od 2.04.1991[j])
- por. SG Dariusz Makowski (05.1996–05.1997)
- Wiesław Bobrel
- Robert Biliński
- Arkadiusz Małecki
- Zbigniew Żurawiecki.